# Marco Aarnink
Marco Aarnink (Deventer, 4 maart 1985) is een Nederlandse ondernemer.
Samen met zijn studiegenoot Gert-Jan Voortman richtte Aarnink in 2005 Drukwerkdeal.nl op. In 2012 stapte Voortman uit het bedrijf, Aarnink verkocht het bedrijf vervolgens in 2014 aan Vistaprint. In hetzelfde jaar won hij de Loey Award voor beste online ondernemer. Met zijn 28 jaar werd hij de tot dan toe jongste winnaar ooit.
Op televisie was Aarnink in 2014 te zien als jurylid van het SBS6-programma Het beste idee van Nederland, en twee jaar later zat hij in de jury van het RTL Z-programma De Groei Challenge.
Met de opbrengsten uit de verkoop van Drukwerkdeal.nl startte Aarnink met investeren, zowel rechtstreeks in bedrijven als via fondsen als Endeit, Peak Capital en Investion. Investeren gaf hem uiteindelijk onvoldoende uitdaging, Aarnink wilde zelf weer ondernemen.
In 2017 kocht hij de domeinnaam Print.com en begon hij aan zijn internationale come-back.
Aarnink is lid van de raad van advies van het bedrijf De ondernemer.nl en schrijft hiervoor maandelijks een column.

## Maatschappelijke betrekkingen
Aarnink zet zich op vrijwillige basis in als mentor bij nlgroeit, een initiatief van o.a. het Ministerie van Economische zaken en de KVK.
Daarnaast is hij ambassadeur van de Bart de Graaff Foundation. De stichting helpt Bikkels, jonge mensen met een levensbepalende lichamelijke beperking, bij het starten van hun eigen onderneming.
Van 2015 t/m 2017 was Aarnink lid van de Raad van Commissarissen van voetbalclub Go Ahead Eagles.